# Raimon Arjona i Toledo
Raimon Arjona i Toledo   (Còrdova, 29 de juny de 1970), més conegut com a Rai Arjona, és un dirigent esportiu català d'origen andalús amb un llarg currículum federatiu dins l'esport del biketrial. La seva carrera inclou 14 anys com a president del Club BikeTrial Garrotxa, quatre com a vicepresident de la EBU i tres com a president de la Biketrial Associació Catalana (BAC), entitat que va ajudar a crear i a consolidar internacionalment.
Nascut a la província de Còrdova i resident a Olot (Garrotxa) des de ben petit, Arjona començà a practicar el trialsín el 1983 amb una Montesita T-15, debutant com a pilot de biketrial el 1996. Al mateix temps, fundà el Club BikeTrial Garrotxa -amb seu a Olot- i el presidí entre 1996 i 2009. Durant aquesta etapa organitzà diverses proves del Campionat d'Espanya de BikeTrial, un europeu i dues proves puntuables per al Campionat del Món.
El 2009 impulsà la creació de la BAC i en fou el primer president. En qüestió de pocs mesos, en estreta col·laboració amb la Plataforma Pro Seleccions Esportives Catalanes, aconseguí que la federació catalana fos reconeguda per la BIU (el 28 d'agost del 2009) i la EBU (el 9 de setembre del mateix any), possibilitant així que la Selecció catalana de biketrial pugui competir internacionalment.